# Romuraru
Romuraru (auch: Lamnilal, Lomuilal Island, Rōmuraru-tō) ist ein Motu des Rongelap-Atolls der pazifischen Inselrepublik Marshallinseln.

## Geographie
Romuraru liegt im nördlichen Riffsaum des Rongelap-Atolls und bildet zusammen mit Keen den nördlichsten Punkt des Atolls. Weiter westlich liegt die Insel Yugui. Die Insel ist unbewohnt und seit dem Kernwaffentest der Bravo-Bombe atomar verseucht.